# Старокорсунскаја
Старокорсунскаја (рус. Старокорсунская) насељено је место руралног типа (станица) на југозападу европског дела Руске Федерације. Налази се у централном делу Краснодарске покрајине и административно припада њеном Краснодарском градском округу.
Према подацима националне статистичке службе РФ за 2010, станица је имала 12.238 становника.

## Географија
Станица Старокорсунскаја се налази у централном делу Краснодарске покрајине, односно на крајњем југу Кубањско-приазовске степе. Лежи на десној и високој обали реке Кубањ, односно на северној обали њеног Краснодарског језера, на надморској висини од око двадесетак метара. Село се налази на око двадесетак километара источно од покрајинског административног центра, града Краснодара.
Северном периферијом насеља пролази друмски правац Р251 који повезује црноморску обали и град Темрјук са Ставропољем.

## Историја
Корсунско насеље основали су 1794. припадници црноморских Козака досељених на Кубањ и било је то једно од првих 40 козачких насеља на том подручју. Садашње име добија 1809. након оснивања станице Новокорсунскаја нешто северније.
Прва школа у селу почела је са радом 1867. године.

## Демографија
Према подацима са пописа становништва 2010. у селу је живело 12.238 становника.
| 1959. | 1979. | 1989. | 2002.  | 2010.  |
| ----- | ----- | ----- | ------ | ------ |
| 6.996 | 9.233 | [ 2 ] | 10.776 | 12.238 |